# スリーエス・サンキュウ
株式会社スリーエス・サンキュウは、東京都中央区に本社を置く家電、家具類の宅配及びコンビニ、スーパー店舗配送等の配送物流企業である。発祥は緑屋（現:クレディセゾン）の子会社であった緑屋運輸で、緑屋がセゾングループ入りを果たしクレディセゾンと名を改めたのちはスリーエス・日本運輸と改名、1985年山九が資本参加したのちは現在の体制となった。2008年山九が株式を100％取得

## 事業内容
- 家電、家具等の宅配、組立、セッティング
- スーパーチ、コンビニ等への店舗供給及び配送センターオペレーション
- 倉庫保管・商品管理・流通加工
- 一般輸送・産業廃棄物収集運搬